# Busseola quadrata
Busseola quadrata är en fjärilsart som beskrevs av Wray Merrill Bowden 1956. Busseola quadrata ingår i släktet Busseola och familjen nattflyn. Inga underarter finns listade i Catalogue of Life.